# 古米耶尔德梅尔卡多
古米耶尔德梅尔卡多，是西班牙卡斯蒂利亚-莱昂布尔戈斯省的一个市镇。总面积58平方公里，总人口377人（2001年），人口密度7人/平方公里。